# Jaroslav Borovička
Jaroslav Borovička (Praga, 26 de novembro de 1931 - 29 de dezembro de 1992) foi um futebolista checo, que atuava como atacante.

## Carreira
Jaroslav Borovička fez parte do elenco da Seleção Tchecoslovaca de Futebol que disputou a Copa do Mundo de 1958 e 1962.

## Títulos
- Copa do Mundo de 1962: 2º Lugar

## Ligações Externas
- Perfil em FIFA.com (em inglês)